# 圣索尔沃
圣索尔沃（法語：Saint-Saulve，法語發音：[sɛ̃ solv]）是法国上法兰西大区北部省的一个市镇，位于该省东部，瓦朗谢讷市区以东，属于瓦朗谢讷区。

## 地理
圣索尔沃（50°22'11"N, 3°33'17"E）面积12.06 平方千米，位于法国上法蘭西大區北部省，该省份为法国最北部的省份及最长的省份，西北濒北海，西接加来海峡省，南至埃纳省和索姆省，东与比利时接壤。
与圣索尔沃接壤的市镇（或旧市镇、城区）包括：奥南、埃斯科河畔布律埃、埃特勒、马尔利、瓦朗謝訥。

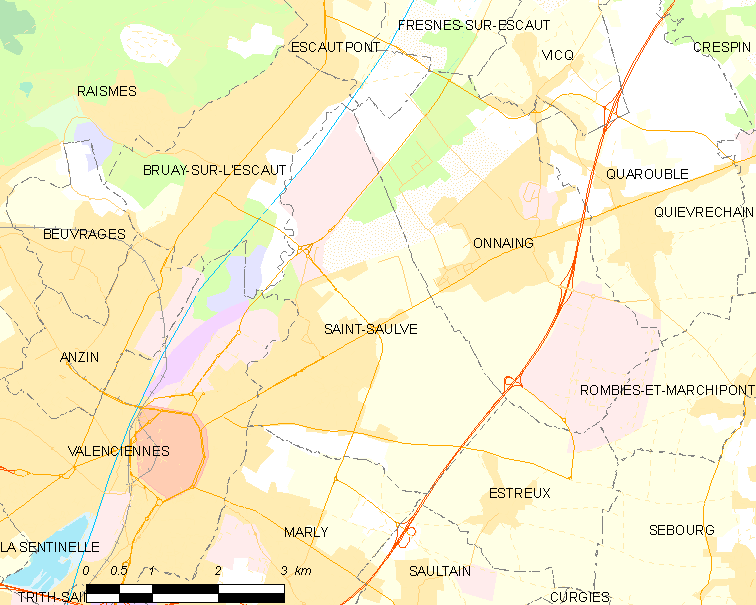
圣索尔沃的OSM定位图

圣索尔沃的时区为UTC+01:00、UTC+02:00（夏令时）。

## 行政
圣索尔沃的邮政编码为59880，INSEE市镇编码为59544。

## 政治
圣索尔沃所属的省级选区为瓦朗谢讷县。

## 人口

1962-2008年间圣索尔沃人口变化图示

圣索尔沃于2022年1月1日时的人口数量为11121人。